# Neubuz
Neubuz (r. ž.) je obec v okrese Zlín ve Zlínském kraji. Žije zde 450 obyvatel. Obcí protéká říčka Všeminka. Obec leží na rozloze 540 ha v krajině uprostřed Vizovických vrchů v mikroregionu Slušovicko a je spojnicí z obce Všemina do obce Slušovice.
V obci se nachází kaple a základní škola, jsou zde tři autobusové zastávky. Nejbližší vlaková stanice leží v Lípě asi osm kilometrů od obce na trati z Vizovic přes Zlín do Otrokovic. 

## Název
Jméno vesnice (původně mužského rodu) bylo odvozeno od osobního jména Neubud (záporná podoba základu slovesa ubýti) a znamenalo "Neubudův majetek".

## Historie
První písemná zmínka o obci pochází z roku 1373.

## Obyvatelstvo
| Rok            | 1869 | 1880 | 1890 | 1900 | 1910 | 1921 | 1930 | 1950 | 1961 | 1970 | 1980 | 1991 | 2001 | 2011 | 2021 |
| -------------- | ---- | ---- | ---- | ---- | ---- | ---- | ---- | ---- | ---- | ---- | ---- | ---- | ---- | ---- | ---- |
| Počet obyvatel | 365  | 374  | 392  | 377  | 420  | 376  | 376  | 385  | 452  | 412  | 421  | 440  | 438  | 448  | 451  |
| Počet domů     | 59   | 63   | 64   | 67   | 66   | 64   | 70   | 88   | 87   | 92   | 103  | 183  | 129  | 131  | 136  |

## Obecní správa

### Obecní symboly
Znak a vlajka byly obci uděleny rozhodnutím předsedy Poslanecké sněmovny Parlamentu České republiky dne 7. května 1997.

## Pamětihodnosti
- Kaple

## Osobnosti
- František Čuba – agronom, pedagog a politik, který v obci žil[8]

## Galerie

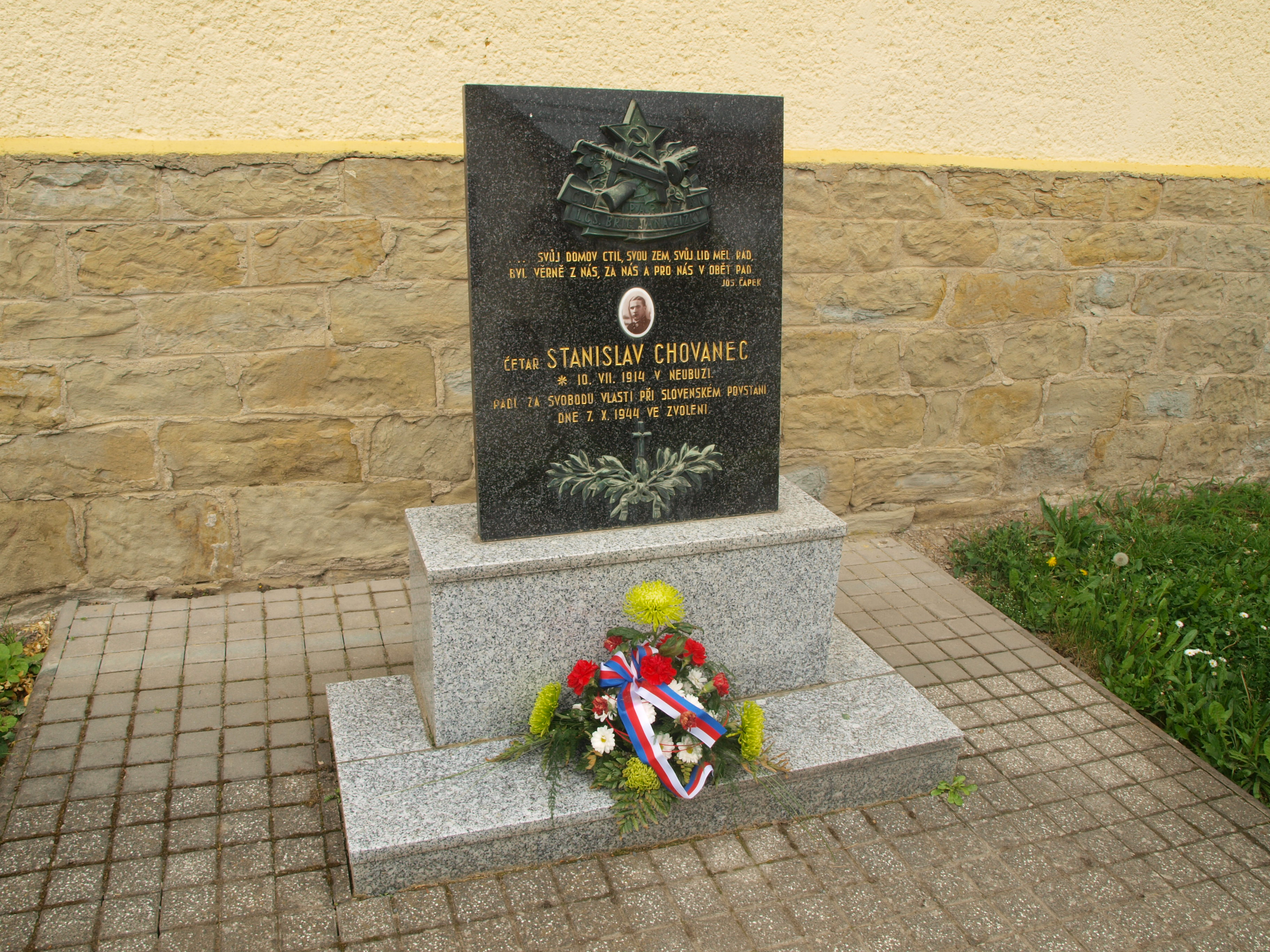
Pomník partyzána Chovance
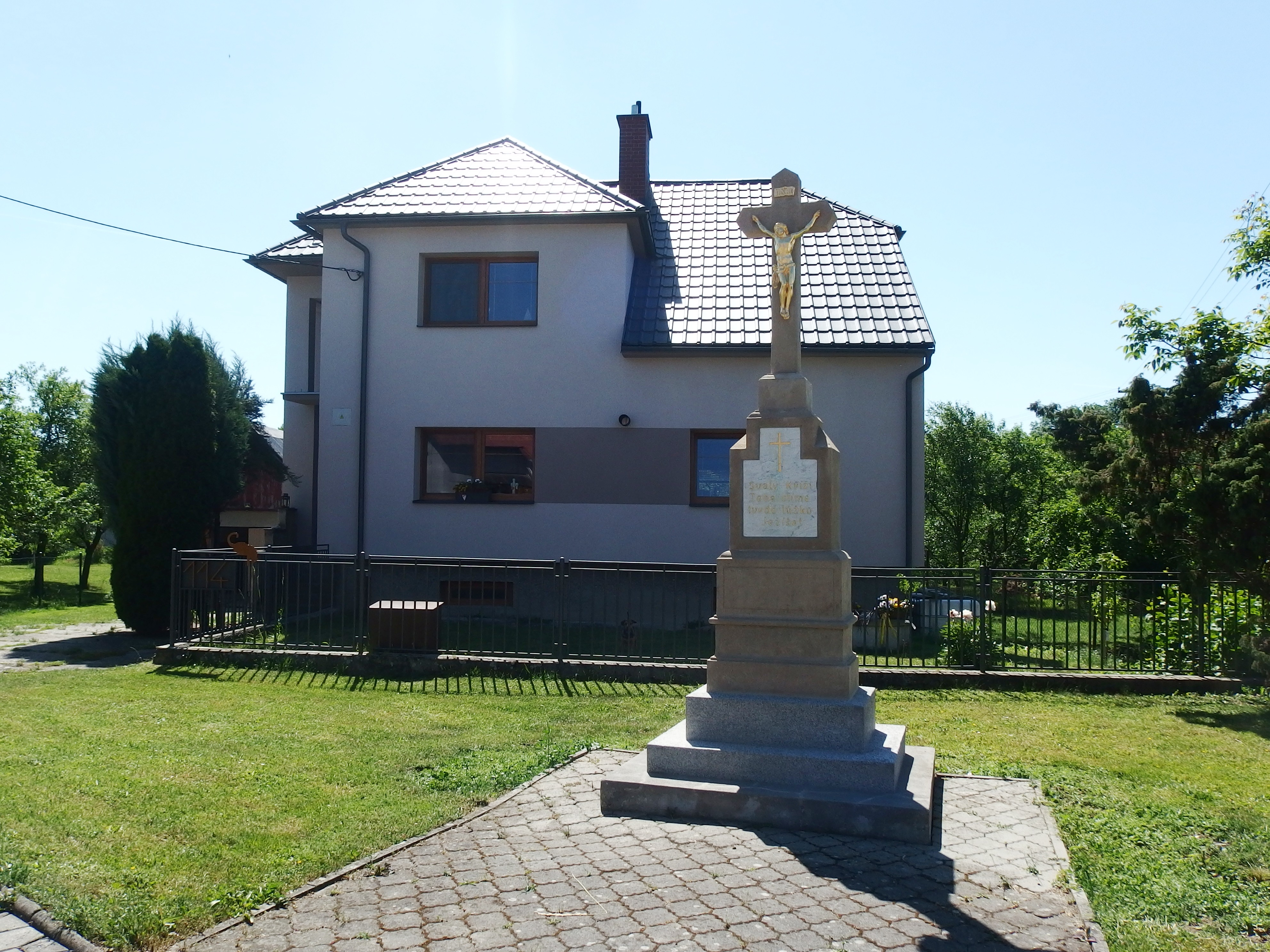
Křížek
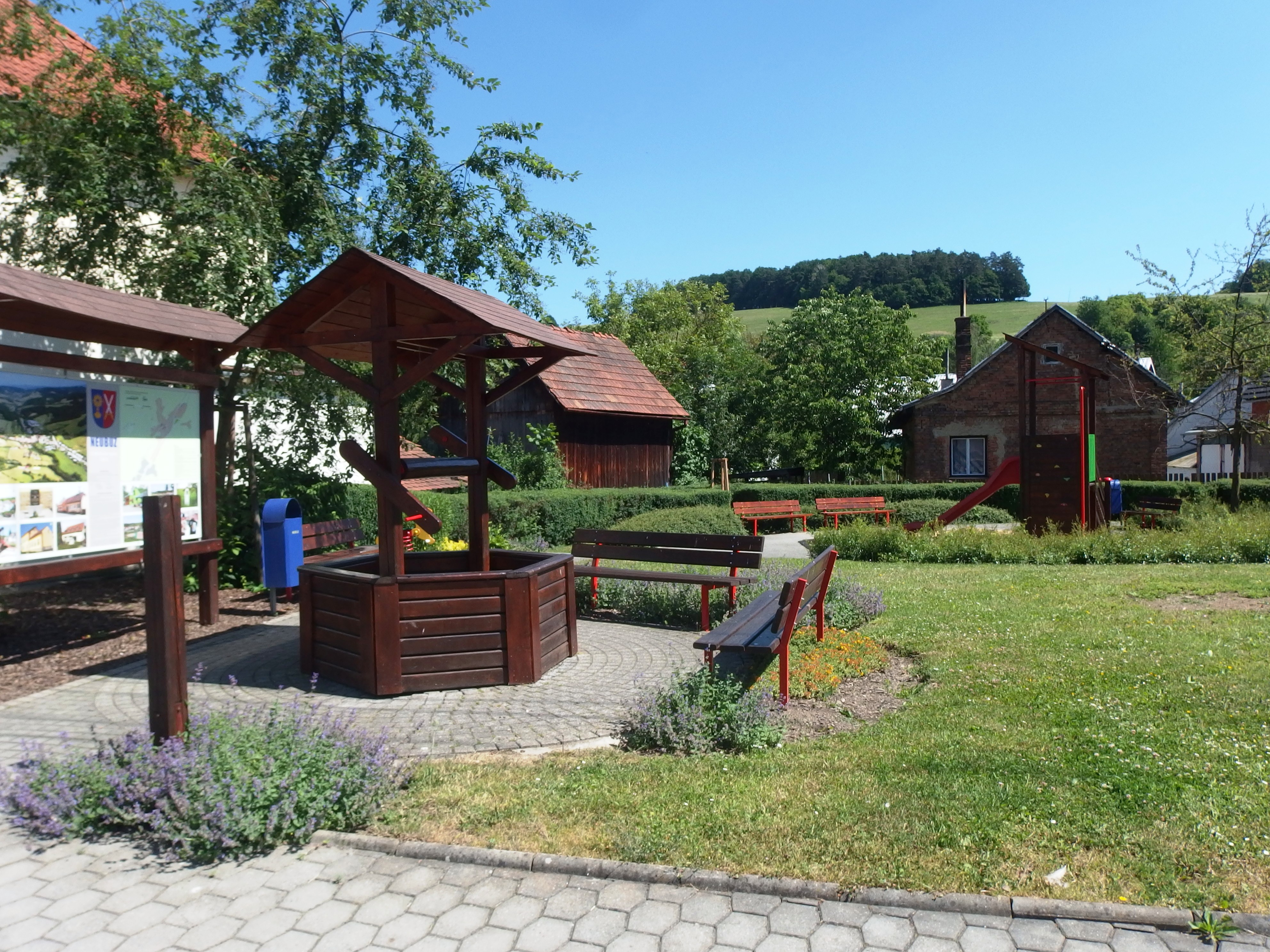
Parčík u návsi